# Lemitar
Lemitar es un lugar designado por el censo ubicado en el condado de Socorro en el estado estadounidense de Nuevo México. En el Censo de 2010 tenía una población de 330 habitantes y una densidad poblacional de 92,93 personas por km².

## Geografía
Lemitar se encuentra ubicado en las coordenadas 34°9′18″N 106°54′44″O / 34.15500, -106.91222. Según la Oficina del Censo de los Estados Unidos, Lemitar tiene una superficie total de 3.55 km², de la cual 3.55 km² corresponden a tierra firme y 0 km² (0 %) es agua.

## Demografía
Según el censo de 2010, había 330 personas residiendo en Lemitar. La densidad de población era de 92,93 hab./km². De los 330 habitantes, Lemitar estaba compuesto por el 87.58 % blancos, el 1.52 % eran afroamericanos, el 0.3 % eran amerindios, el 0 % eran asiáticos, el 0 % eran isleños del Pacífico, el 7.88 % eran de otras razas y el 2.73 % pertenecían a dos o más razas. Del total de la población el 53.64 % eran hispanos o latinos de cualquier raza.